# Linyphia cruenta
Linyphia cruenta är en spindelart som beskrevs av Arthur Urquhart 1891. Linyphia cruenta ingår i släktet Linyphia och familjen täckvävarspindlar. Inga underarter finns listade i Catalogue of Life.